# بيت حنبص
قرية بيت حنبص تقع في الجهة الجنوبية الغربية من صنعاء على بعد نحو 15 كيلومتر تقريباً ، وتعتبر أحد المواقع التابعة لقبيلة مأذن التي كانت تسيطر على قاع صنعاء ، وقد ذكر مؤرخ اليمن الهمداني أنه يقع في بيت حنبص محفد لذي يهر ينسب للقيل الذي كان فيه ذي يهر وفيه آثار عظيمة من القصور وكان قد بقى منها قصر عظيم كان أبو نصر وأبناؤه يتوارثونه من زمان جدهم ذي يهر وكان نجارته وأبوابه من عهد ذي يهر وكان فيه معاقم من بلاط قد انقطعت أوساطها من مواطئ الأقدام والحوافر على طول الدهر ، وقد رأينا مثل هذا كثيراً من قصور اليمن ولم يزل عامراً حتى أحرقه براء بن أبي الملاحف القرمطي في سنة خمسة وتسعين ومائتين هجرية ، وكان لأبي نصر لأن أبا نصر هرب إلى صعدة فأقام بها حتى انقضى أمر القرامطة من صنعاء ، وأقامت فيه النار أربعة أشهر ولزم الوضع اسم حنبص بن يعفر اليهري لأنه أشهر من سكنه من آل ذي يهر وبعد تدميرها ـ قرية بيت حنبص ومحفدها ـ ، من قبل قوات علي بن الفضل القرمطي في سنة 295 هجرية ، ثم إعادة أعمارها لنجد الملك المظفر يوسف بن عمر الغساني ، قد فتحها بعد ثلاثة قرون من تدميرها الأول ، حيث فتحها ذلك الملك في سنة 672 هجرية بقوة السيف ، ولم يدمر أياً من منشآتها .
عرفت بيت حنبص بأنها هِجَرة علم ، فقد اشتهرت بالعلم والعلماء وكانت من مراكز المطرفية ، و المطرفية فرقة دينية تُنسب إلى «مُطرف بن شهاب بن عمرو بن عبّاد الشهابي» ، وهو من أعلام ( آخر المائة الرابعة وأول المائة الخامسة للهجرة ) .